# Mistrovství Čech a Moravy v ledním hokeji 1939–1940
Mistrovství Čech a Moravy v ledním hokeji 1939–1940 bylo ligovou sezónou v ledním hokeji hranou na území protektorátu Čechy a Morava. Mistrem se již počtvrté stal klub LTC Praha a nejlepším střelcem ve finálové skupině se 6 brankami podruhé Josef Maleček.
Kluby se nejprve utkaly v rámci žup, z nichž postoupili vítězové do čtyř tříčlenných skupin. Vítězové těchto skupin postoupili do finále, v němž se utkali jednokolovým systémem každý s každým. Překvapením se stalo druhé místo Horácké Slavie Třebíč, za kterou nastupoval střelec tří gólů Vladimír Bouzek.

## Tabulka finálové skupiny
|    |                          | Z | V | R | P | Skóre | B |
| 1. | LTC Praha                | 3 | 3 | 0 | 0 | 22:2  | 6 |
| 2. | SK Horácká Slavia Třebíč | 3 | 2 | 0 | 1 | 8:12  | 4 |
| 3. | AC Sparta Praha          | 3 | 1 | 0 | 2 | 3:3   | 2 |
| 4. | ČSK Vítkovice            | 3 | 0 | 0 | 3 | 1:17  | 0 |

## Sestava mistra (LTC Praha)
- Brankáři: Bohumil Modrý, Hertl
- Obránci: Josef Trousílek, Vilibald Šťovík, Jan Michálek
- Útočníci: Ladislav Troják, Josef Maleček, O. Kučera, Pergl, Plocek, Viktor Lonsmín, Hurych, Císař, Vladimír Zábrodský, Stanislav Konopásek
- Trenér: Oldřich Zábrodský (starší)